# Lubuagan
Lubuagan è una municipalità di quarta classe delle Filippine, situata nella Provincia di Kalinga, nella Regione Amministrativa Cordillera.
Lubuagan è formata da 9 baranggay:
- Antonio Canao
- Dangoy
- Lower Uma
- Mabilong
- Mabongtot
- Poblacion
- Tanglag
- Uma del Norte (Western Luna Uma)
- Upper Uma